# Campeonato Mundial de Patinação Artística no Gelo de 1948
O Campeonato Mundial de Patinação Artística no Gelo de 1948 foi a trigésima nona edição do Campeonato Mundial de Patinação Artística no Gelo, um evento anual de patinação artística no gelo organizado pela União Internacional de Patinação (em inglês:  International Skating Union) onde os patinadores artísticos competem pelo título de campeão mundial. A competição foi disputada entre os dias 11 de fevereiro e 15 de fevereiro, na cidade de Davos, Suíça.

## Eventos
- Individual masculino
- Individual feminino
- Duplas

## Medalhistas
| Evento                        | Ouro                                         | Prata                                | Bronze                                         |
| Individual masculino detalhes | Dick Button · Estados Unidos                 | Hans Gerschwiler · Suíça             | Ede Király · Hungria                           |
| Individual feminino detalhes  | Barbara Ann Scott · Canadá                   | Eva Pawlik · Áustria                 | Jiřína Nekolová · Tchecoslováquia              |
| Duplas detalhes               | Micheline Lannoy · Pierre Baugniet · Bélgica | Andrea Kékesy · Ede Király · Hungria | Suzanne Morrow · Wallace Diestelmeyer · Canadá |

## Resultados

### Individual masculino
| Pos.              | Nome                 | Nacionalidade   | Pontos |
| ----------------- | -------------------- | --------------- | ------ |
| Medalha de ouro   | Dick Button          | Estados Unidos  | 11     |
| Medalha de prata  | Hans Gerschwiler     | Suíça           | 19     |
| Medalha de bronze | Ede Király           | Hungria         | 28     |
| 4                 | John Lettengarver    | Estados Unidos  | 32     |
| 5                 | James Grogan         | Estados Unidos  | 52     |
| 6                 | Graham Sharp         | Reino Unido     | 53     |
| 7                 | Helmut Seibt         | Áustria         | 76     |
| 8                 | Helmut May           | Áustria         | 79     |
| 9                 | Wallace Diestelmeyer | Canadá          | 85     |
| 10                | Vladislav Cáp        | Tchecoslováquia | 84     |
| 11                | Fernand Leemans      | Bélgica         | 80     |
| 12                | Zdeněk Fikar         | Tchecoslováquia | 105    |
| 13                | Per Cock-Clausen     | Dinamarca       | 115    |
| WD                | Edi Rada             | Áustria         | —      |

### Individual feminino
| Pos.              | Nome                  | Nacionalidade   | Pontos |
| ----------------- | --------------------- | --------------- | ------ |
| Medalha de ouro   | Barbara Ann Scott     | Canadá          | 11     |
| Medalha de prata  | Eva Pawlik            | Áustria         | 25     |
| Medalha de bronze | Jiřína Nekolová       | Tchecoslováquia | 32     |
| 4                 | Jeanette Altwegg      | Reino Unido     | 36     |
| 5                 | Alena Vrzáňová        | Tchecoslováquia | 39     |
| 6                 | Yvonne Sherman        | Estados Unidos  | 71     |
| 7                 | Marta Bachem-Musilek  | Áustria         | 81     |
| 8                 | Bridget Shirley Adams | Reino Unido     | 83     |
| 9                 | Andrea Kékesy         | Hungria         | 93     |
| 10                | Dagmar Lerchova       | Tchecoslováquia | 109    |
| 11                | Marika Saáry          | Hungria         | 102    |
| 12                | Marilyn Ruth Take     | Canadá          | 97     |
| 13                | Suzanne Morrow        | Canadá          | 107    |
| 14                | Maja Hug              | Suíça           | 124    |
| 15                | Marion Davies         | Reino Unido     | 113    |
| 16                | Barbara Wyatt         | Reino Unido     | 135    |
| 17                | Beryl Bailey          | Reino Unido     | 141    |
| 18                | Jacqueline du Bief    | França          | 149    |
| 19                | Jill Hood-Linzee      | Reino Unido     | 163    |
| 20                | Lotti Höner           | Suíça           | 179    |

### Duplas
| Pos.              | Nome                                        | Nacionalidade   | Pontos |
| ----------------- | ------------------------------------------- | --------------- | ------ |
| Medalha de ouro   | Micheline Lannoy / Pierre Baugniet          | Bélgica         | 13.5   |
| Medalha de prata  | Andrea Kékesy / Ede Király                  | Hungria         | 24.5   |
| Medalha de bronze | Suzanne Morrow / Wallace Diestelmeyer       | Canadá          | 26     |
| 4                 | Karol Kennedy / Peter Kennedy               | Estados Unidos  | 38.5   |
| 5                 | Yvonne Sherman / Robert Swenning            | Estados Unidos  | 45     |
| 6                 | Winifred Silverthorne / Dennis Silverthorne | Reino Unido     | 51.5   |
| 7                 | Marianne Nagy / László Nagy                 | Hungria         | 72     |
| 8                 | Jennifer Nicks / John Nicks                 | Reino Unido     | 80.5   |
| 9                 | Blažena Knittlová / Karel Vosátka           | Tchecoslováquia | 86.5   |
| 10                | Luny Kuster-Unold / Hans Unold              | Suíça           | 91     |
| 11                | Herta Ratzenhofer / Emil Ratzenhofer        | Áustria         | 92     |
| 12                | Joan Oglivie-Thompson / Robert Thompson     | Reino Unido     | 95     |
| 13                | Susi Giebsch / Helmut Seibt                 | Áustria         | 104    |
| 14                | Elianne Steinemann / André Calame           | Suíça           | 125    |
| WD                | Denise Favart / Jacques Favart              | França          | —      |

## Quadro de medalhas
| Ordem | País            | Medalha de ouro | Medalha de prata | Medalha de bronze |   | Ordem por total |
| ----- | --------------- | --------------- | ---------------- | ----------------- | - | --------------- |
| 1     | Canadá          | 1               |                  | 1                 | 2 | 1               |
| 2     | Bélgica         | 1               |                  |                   | 1 | 3               |
| 2     | Estados Unidos  | 1               |                  |                   | 1 | 3               |
| 4     | Hungria         |                 | 1                | 1                 | 2 | 1               |
| 5     | Áustria         |                 | 1                |                   | 1 | 3               |
| 5     | Suíça           |                 | 1                |                   | 1 | 3               |
| 7     | Tchecoslováquia |                 |                  | 1                 | 1 |                 |
| TOTAL | TOTAL           | 3               | 3                | 3                 | 9 | —               |